# GM (motorfiets)
Giuseppe Marzotto is een Italiaans merk van inbouwmotoren die vooral in de speedway worden gebruikt.
Giuseppe Marzotto is een Italiaanse speedwaycoureur die in 1992 zijn eigen motorblok maakte dat slechts 26 kg woog en 70 pk leverde. Deze blokken werden in de speedwaywereld bijzonder populair. Ook het relatief nieuwe merk Borile gebruikt GM-blokken of blokken die erop gebaseerd zijn.